# Lachapelle-sous-Chaux
Lachapelle-sous-Chaux är en kommun i departementet Territoire de Belfort i regionen Bourgogne-Franche-Comté i östra Frankrike. Kommunen ligger i kantonen Giromagny som tillhör arrondissementet Belfort. År 2022 hade Lachapelle-sous-Chaux 748 invånare.

## Befolkningsutveckling
Antalet invånare i kommunen Lachapelle-sous-Chaux
| Referens: INSEE |